# Vernaya
Vernaya is een geslacht van knaagdieren uit de muizen en ratten van de Oude Wereld (Murinae) dat voorkomt in Zuid-China en Noord-Myanmar. Van dit geslacht is één levende soort bekend, Vernaya fulva, en vier fossiele Pleistocene soorten uit Sichuan en Guizhou. V. fulva werd oorspronkelijk beschreven als een soort van Chiropodomys, maar verschillende auteurs wezen op de grote verschillen tussen V. fulva en Chiropodomys, en in 1941 werden er twee namen voor dit geslacht voorgesteld: Vernaya Anthony (8 december) en Octopodomys Sody (december, zonder verdere informatie). In zo'n geval is de oudste naam de correcte naam. Als de publicatiedatum eenvoudig als een maand wordt gegeven moet volgens de ICZN de laatste dag van die maand als publicatiedatum worden gebruikt. Daarmee is Vernaya ouder dan Octopodomys en deze naam wordt vrijwel altijd gebruikt voor het geslacht. Chiropodomys wordt over het algemeen toch als de nauwste levende verwant van dit geslacht beschouwd, ook tegenwoordig. Mogelijk is ook Vandeleuria nauw verwant aan Vernaya; V. fulva is al eens geïdentificeerd als een synoniem van Vandeleuria dumeticola (nu een synoniem van V. oleracea). Die identificatie is echter door geen enkele auteur gevolgd.

## Soorten
Dit geslacht omvat de volgende soorten:
- Vernaya foramena Wang Youzhi, Hu Jinchu, & Chen Ke, 1980
- Vernaya fulva (G. M. Allen, 1927)
- Vernaya giganta†
- Vernaya meiguites Zhao Songping et al., 2023
- Vernaya nushanensis Zhao Songping et al., 2023
- Vernaya prefulva†
- Vernaya pristina†
- Vernaya wushanica†

Abditomys · 
Abeomelomys · 
Aethomys · 
Anisomys · 
Anonymomys · 
Apodemus · 
Apomys · 
Archboldomys · 
Arvicanthis · 
Baiyankamys · 
Baletemys · 
Bandicota · 
Batomys · 
Berylmys · 
Brassomys · 
Bullimus · 
Bunomys · 
Canariomys · 
Carpomys · 
Chingawaemys · 
Chiromyscus · 
Chiropodomys · 
Chiruromys · 
Chrotomys · 
Coccymys · 
Colomys · 
Congomys · 
Conilurus · 
Coryphomys · 
Crateromys · 
Cremnomys · 
Crossomys · 
Crunomys · 
Dacnomys · 
Dasymys · 
Dephomys · 
Desmomys · 
Diomys · 
Diplothrix · 
Echiothrix · 
Eropeplus · 
Frateromys · 
Golunda · 
Gracilimus · 
Grammomys · 
Hadromys · 
Haeromys · 
Halmaheramys · 
Hapalomys · 
Heimyscus · 
Hybomys · 
Hydromys · 
Hylomyscus · 
Hyomys · 
Hyorhinomys · 
Kadarsanomys · 
Komodomys · 
Lamottemys · 
Leggadina · 
Lemniscomys · 
Lenomys · 
Lenothrix · 
Leopoldamys · 
Leporillus · 
Leptomys · 
Limnomys · 
Lorentzimys · 
Macruromys · 
Madromys ·
Malacomys · 
Mallomys · 
Malpaisomys · 
Mammelomys · 
Margaretamys · 
Mastacomys · 
Mastomys · 
Maxomys · 
Melasmothrix · 
Melomys · 
Mesembriomys ·
Micaelamys · 
Microhydromys · 
Micromys · 
Millardia · 
Mirzamys · 
Montemys · 
Mus · 
Musseromys · 
Mylomys · 
Myomyscus · 
Nesokia · 
Nilopegamys · 
Niviventer · 
Notomys · 
Ochromyscus · 
Oenomys ·
Otomys · 
Palawanomys · 
Papagomys · 
Parahydromys · 
Paraleptomys · 
Paramelomys · 
Parotomys · 
Paucidentomys · 
Paulamys · 
Pelomys · 
Phloeomys · 
Pithecheir · 
Pithecheirops · 
Pogonomelomys · 
Pogonomys · 
Praomys · 
Protochromys · 
Pseudohydromys · 
Pseudomys · 
Rattus · 
Rhabdomys · 
Rhynchomys · 
Saxatilomys ·
Serengetimys ·
Solomys · 
Sommeromys · 
Soricomys · 
Spelaeomys · 
Srilankamys · 
Stenocephalemys · 
Stochomys · 
Sundamys · 
Taeromys · 
Tarsomys · 
Tateomys · 
Thallomys · 
Thamnomys · 
Tokudaia · 
Tonkinomys ·
Tryphomys · 
Typomys · 
Uromys · 
Vandeleuria · 
Vernaya · 
Xenuromys · 
Xeromys · 
Zelotomys · 
Zyzomys
Vernaya foramena · Vernaya fulva · Vernaya giganta† · Vernaya meiguites · Vernaya nushanensis · Vernaya prefulva† · Vernaya pristina† · Vernaya wushanica†